# Move (Hiromi Uehara)
Move è un album in studio della pianista jazz giapponese Hiromi Uehara, pubblicato nel 2012 col gruppo The Trio Project.

## Tracce
1. Move – 8:35
2. Brand New Day – 7:03
3. Endeavor – 7:25
4. Rainmaker – 7:39
5. Suit Escapism: Reality – 5:33
6. Suit Escapism: Fantasy – 6:37
7. Suit Escapism: In Between – 7:53
8. Margarita! – 7:29
9. 11:49PM – 11:30

## Formazione
- Hiromi Uehara - piano
- Anthony Jackson - basso
- Simon Phillips - batteria